# Oocysta
Oocysta – zygota powstała w wyniku gamogonii po połączeniu się mikrogamety z makrogametą na drodze oogamii u apikompleksów. Po zapłodnieniu zygota otacza się grubą osłonką. Następnie podczas sporulacji – podziału zygoty – powstają sporoblasty oraz ewentualnie ciało resztkowe. Sporoblasty otaczają się oddzielnymi osłonami, a następnie, zależnie od rodzaju, przekształcają się w jedną lub kilka sporocyst. Dalszy podział jądra i cytoplazmy w sporocystach prowadzi do powstania sporozoitów. Niezależnie od nich, powstają czasem ciała resztkowe sporocysty, których liczba jest zmienna. Po zakończeniu sporulacji oocysta jest nazywana sporulowaną oocystą. Sporulacja oocysty może przebiegać w organizmie żywiciela lub w środowisku zewnętrznym. Sporulowana oocysta jest formą inwazyjną.

## Budowa sporulowanej oocysty
Sporulowana oocysta otoczona jest osłonką, składającą się z otoczki wewnętrznej oraz otoczki zewnętrznej. Na jednym z biegunów znajduje się wieczko biegunowe pod którym może występować otwór zwany mikropyle. Dodatkowo, w okolicach bieguna oocysty, mogą występować niezależnie od siebie ciałko biegunowe a także ciałko resztkowe oocysty. W sporulowanej oocyście znajdują się sporocysty.

## Budowa sporulowanej sporocysty
Sporulowana sporocysta zawiera sporozoity i otoczona jest własną osłonką. Na jednym z biegunów osłonki może znajdować się ciałko Stieda, a pod nim, od wewnątrz sporocysty, możliwa jest obecność substieda body (SBB). Na przeciwległym biegunie może wystąpić parastieda body (PSB). Ponadto, w obrębie sporulowanej sporocysty, mogą wystąpić ciałka resztkowe sporocysty.